# Apius ǃAuchab
Apius ǃAuchabKlicklaut, fälschlicherweise auch Auxab geschrieben (* 3. Oktober 1959 in Omaruru, Südwestafrika), ist ein namibischer Politiker der United Democratic Front of Namibia (UDF). Er war von 2013 bis Januar 2023 Parteivorsitzender.
ǃAuchab ist seit 2015 Abgeordneter der Nationalversammlung. Er trat bei der Präsidentschaftswahl 2019 als Kandidat an und war mit 2,7 Prozent der Stimmen fünft-stärkster Kandidat.